# Трипутня
Трипутня (укр. Трипутня) — село, центр Трипутнянского сельского совета Дубровицкого района Ровненской области Украины.
Население по переписи 2001 года составляло 655 человек. Почтовый индекс — 34150. Телефонный код — 3658. Код КОАТУУ — 5621888201.

## Местный совет
34150, Ровненская обл., Дубровицкий р-н, с. Трипутня, ул. Шевченко, 61.